# ソビエト連邦閣僚会議
ソビエト連邦閣僚会議 （ソビエトれんぽうかくりょうかいぎ、ロシア語: Сове́т мини́стров СССР）は、1946年に発足したソビエト連邦の最高執行機関で、他国における中央政府であり、ソビエト連邦人民委員会議の後身にあたる。
組閣はソビエト連邦最高会議が行い，個々の構成員の任免はソビエト連邦最高会議幹部会が行い，ソ連邦最高会議の事後承認を受ける。閣僚会議議長（首相），同第一副議長（第一副首相），同副議長（副首相），各省閣僚および各種国家委員会などの議長，連邦構成共和国閣僚会議議長により構成される。人員が 100名近くになるので，首相，第一副首相，副首相によるインナーキャビネットであるソ連邦閣僚会議幹部会が形成されている。ソビエト連邦政府は議会に対して責任を負い，議会の会期と会期の間の時期ではソビエト連邦最高会議幹部会に対して責任を負い、かつそれぞれについて報告義務を負う。
1988年以後のミハイル・ゴルバチョフの政治改革により，閣僚会議の位置づけも大きく変わった。1990年12月26日の憲法改正で大統領直属の内閣に改編され、大統領が首相や大臣の人事権をもち，内閣の決定を破棄することもできることになった。ソビエト連邦の崩壊に伴い1991年に廃止された。

## 権能
本会議は、国民経済計画、国家予算の実現および信用（貨幣制度の強化）に関する諸政策を採択する。さらに、社会秩序の保障・維持、国家利益の防衛及び市民の権利の保護に関する措置をとることが課されている。また、本会議は諸外国との関係、軍隊の組織に対して一般的指導が行える。現役の軍務に召集される市民の定員を毎年決定する。